# 7e régiment d'infanterie coloniale
Pour les articles homonymes, voir 7e régiment.
Le 7e régiment d'infanterie coloniale ou  7e régiment d'infanterie de marine est une unité de l'Armée de terre française. 
Il est dissous en 1977. Son drapeau a été confié au groupement de recrutement et de sélection Sud-Ouest (GRS SO).

## Création et différentes dénominations
- Le 1er mars 1890 : Création du 7e régiment d'infanterie de marine, à Rochefort, par dédoublement du 3e Régiment d'Infanterie de Marine.
- Le 1er janvier 1901 : il prend l'appellation de 7e régiment d'infanterie coloniale
- Le 31 décembre 1923 : dissolution du 7e RIC
- Le 2 septembre 1939 : création du 7e RIC
- En juillet 1940 : dissolution du 7e RIC
- En 1944 : création du 7e RIC
- Le 30 mars 1945 : dissolution du 7e RIC
- Le 1er juillet 1947 : création, sous le nom de 7e bataillon d'infanterie coloniale.
- Le 30 juin 1948 : dissolution du 7e BIC
- Le 1er décembre 1958: création, sous le nom de 7e régiment interarmes d'outre-mer à Madagascar, à partir du régiment colonial interarmes de Madagascar
- Le 31 décembre 1965 : dissolution du 7e RIAOM.
- Le 1er juillet 1965 : création du 7e RIMa à Fréjus (Quartier Lecoq centre d’instruction) il est régiment de réserve mobilisé par le 4e RIMa.
- Le 30 juin 1977 : dissolution du 7e RIMa.
- 2019 : groupement de recrutement et de sélection Sud-Ouest - 7e régiment d'infanterie de marine.
- Le 1er juillet 2025, doubles appellations sont supprimées. Le GRS SO - 7e RIMa reprend l'appellation de groupement de recrutement et de sélection Sud-Ouest. Il conserve la garde de emblème du 7e régiment d'infanterie de marine[1].

## Chefs de corps
- septembre 1906 - janvier 1910 : Colonel Charles Rondony
- 1er mars 1914 - 9 août 1914 : Colonel Jean Paul Sicre
- 1914 : Colonel Émile Alexis Mazillier
- ? - 28 juin 1916 : colonel Léon Jules Mathieu Dudouis[2] (†)

## Campagnes

### Avant 1914
En garnison à Rochefort depuis 1890 puis Bordeaux à partir de 1912.

### Première Guerre mondiale

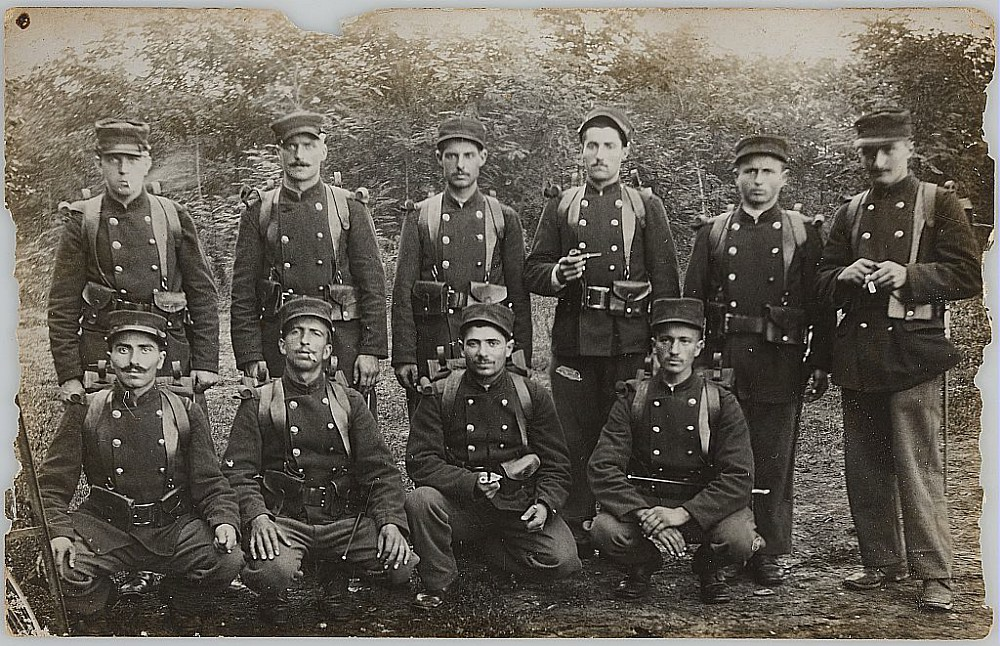
Recrues du 7e RIC à l'entraînement, fin 1914.

En 1914 : Casernement à Bordeaux ; 3e brigade coloniale ; 3e division d'infanterie coloniale.

#### 1914
- Opérations des IIIe et IVe armées et du Corps de cavalerie Sordet:
  - Bataille des Frontières,
  - 22 août : Combats de Rossignol
  - 24 août : Saint-Vincent
  - 26 au 29 août : combats dans le secteur Luzy-Saint-Martin - Cesse avec le 21e RAC
- 6-7 septembre : Bataille de la Marne: Écriennes, Vauclerc

#### 1915
- Reprise de l'offensive en Champagne
  - Début février : Ferme de Beauséjour
  - 15 mai : Ville-sur-Tourbe (attaque du 15 mai)
  - Un des frères Ruellan, André, né le 13 octobre 1885, sergent au 7e RIC, meurt le 16 mai 1915 (à 29 ans) à Ville-sur-Tourbe dans la Marne[3].
- 25 septembre-6 octobre : seconde bataille de Champagne, le Cratère, Cote 191, La Briqueterie.
- 29 mai : quelques soldats ont été fusillés à Maffrécourt (Marne) pour désertion devant l'ennemi ; ils ont été réhabilités en juin 1927

#### 1916
- Bataille de la Somme
- Juillet-septembre : Ebesquincourt, Dompierre, Assevillers, Rancourt, Belloy-en-Santerre, Villiers Carbonel, Horgny

#### 1917
- 17-20 mars : entre Somme et Oise
- 15 avril : Bataille du Chemin des Dames.
  - 16-17 avril : l'Ailette
  - 5-9 mai : Mont des Singes
  - 28-29 juillet : Hurtebise

#### 1918
- 27-31 mai : combats sous Reims
- 1er juin : combats sous Reims
- 15 juillet : combats sous Reims
- 7-9 octobre : Bazancourt
- 11-19 octobre : Retourne, Aisne
- Herpy

### Entre-deux-guerres
Le 31 décembre 1923 : dissolution du régiment.

### Seconde Guerre mondiale
Le 7e RIC, régiment de réserve, est mis sur pied le 2 septembre 1939 par le centre mobilisateur d'infanterie coloniale n° 188 (18e région militaire, Bordeaux), il est dérivé du 3e RIC[réf. souhaitée] et intégré dans la 7e division d'infanterie coloniale.
Le 20 mai 1940, la 7e DIC intègre le 10e corps d'armée de la 7e armée sur le front de la Somme et se positionne dans la vallée de la Celle. La division, notamment le Ier bataillon du 7e RIC arrivée dès le 23, attaque pour chasser les Allemands d'Amiens. Les assauts se succèdent jusqu'au 27 mais les Français ne progressent pas.
La division est ensuite placée en réserve d'armée autour de Noyon. Le 7e RIC combat au nord de cette ville le 7-8 juin. La division terminera la guerre en Dordogne.

Stèles de Dury
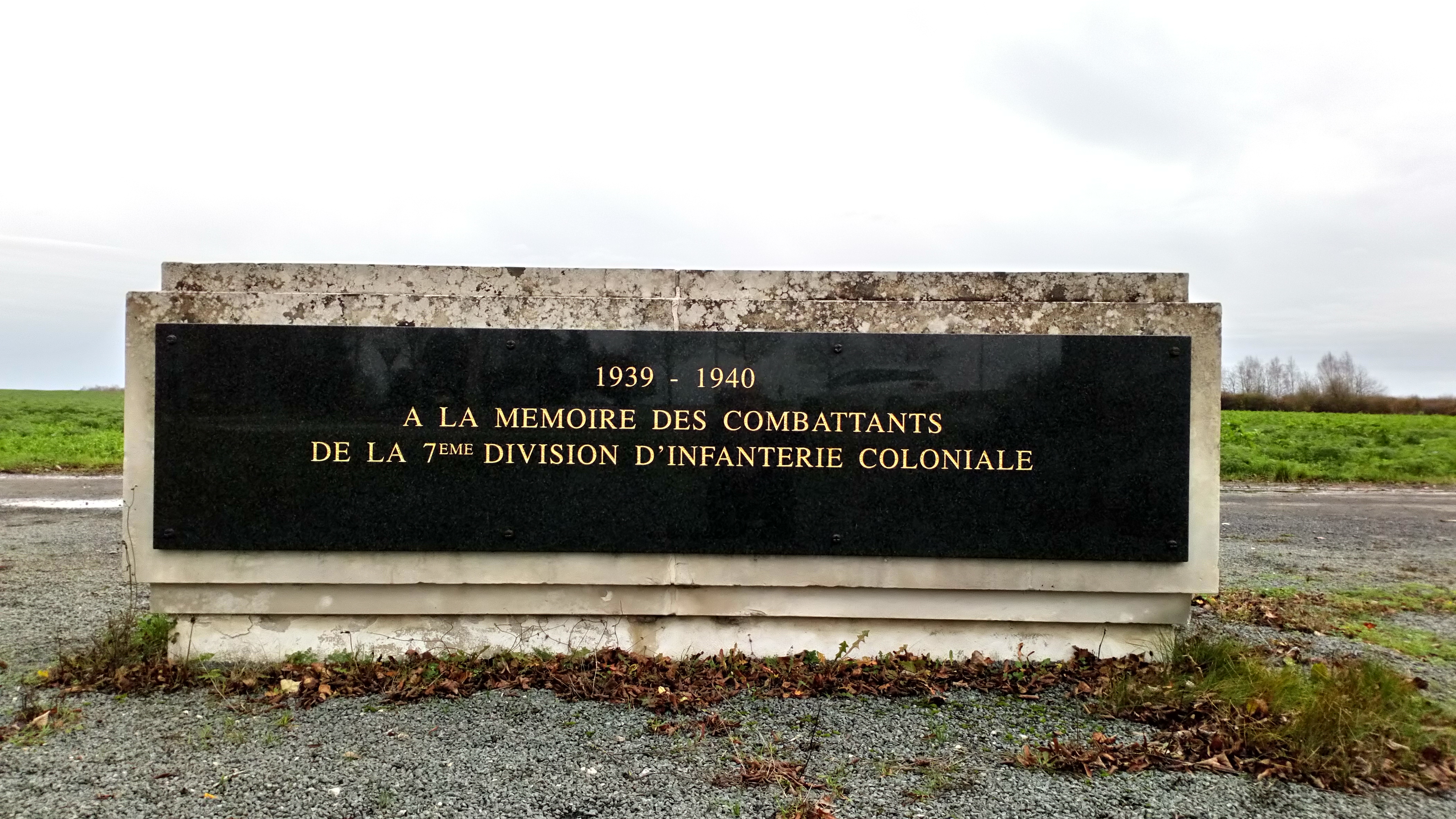
Stèle à la mémoire de la 7e division d'infanterie coloniale
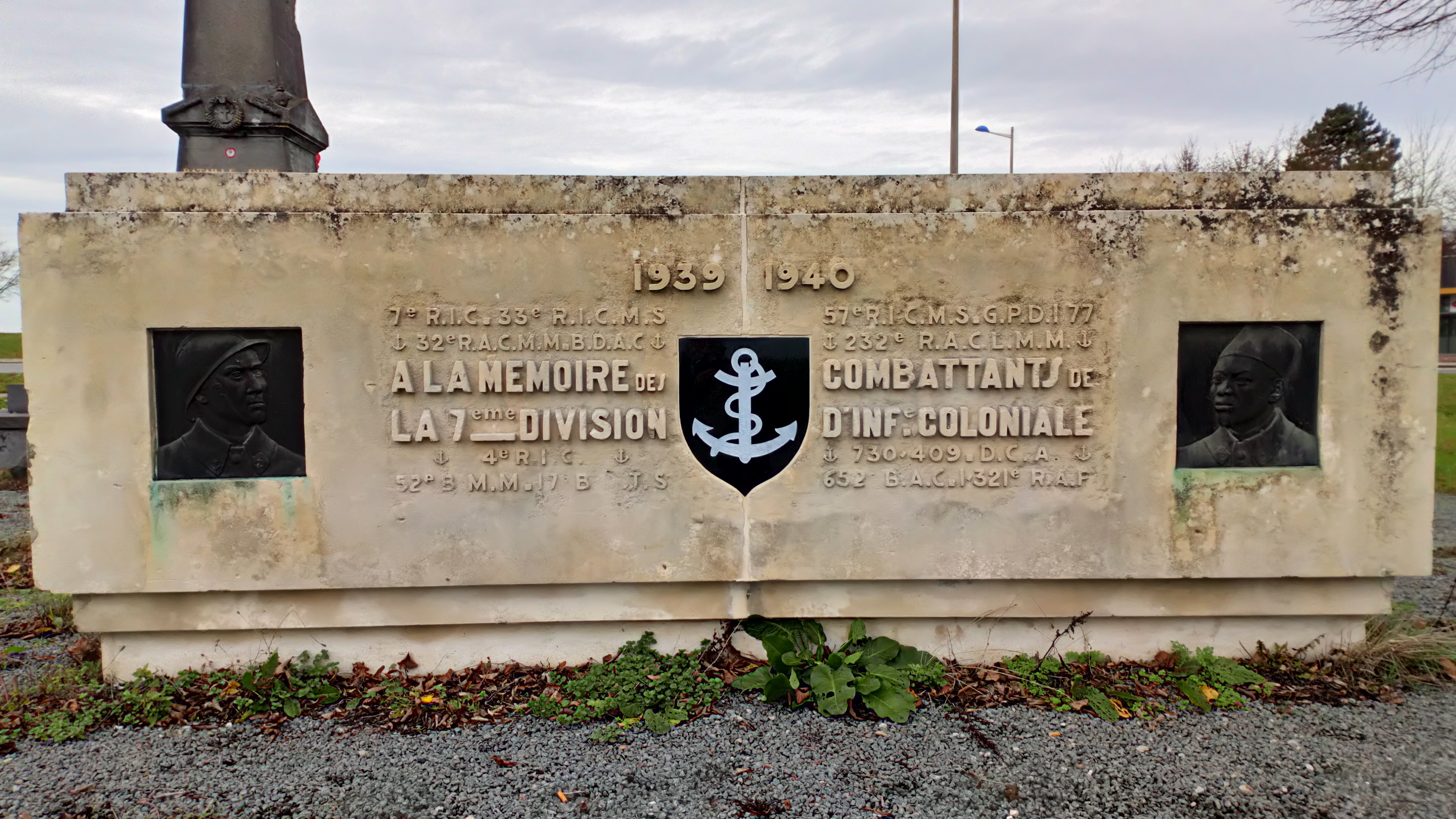

### Après la Seconde Guerre mondiale
Le régiment dissous fournit l'équivalent d'une compagnie au dispositif mis en place par les Nations unies en Corée.
Une décision officielle confère à son drapeau les décorations du bataillon de Corée. En revanche, les décorations du Régiment de Corée, qui lui a succédé, sont transférées au 156e régiment d'infanterie avec lequel il a fusionné.
Le 30 juin 1977, le 7e RIMa est dissous.
En 1962, groupement de camp de Caylus. Ce camp devient camp national. Le 1er septembre 1979 il devient 38e groupement de camp. Créé au camp de Caylus par transformation de la 36e compagnie de camp[pas clair]. Il a repris les traditions du 24e RIMa de 1984 à 1986 puis le 20 janvier 1986 celles du 7e RIMa ainsi il reçoit la garde du drapeau du régiment qui porte à son avers la mention « Corée » (car non gagnée stricto sensu par le 7e RIMa).
Au cours de l'été 2019, le groupement de recrutement et de sélection Sud-Ouest (GRS SO) prend l'appellation de groupement de recrutement et de sélection Sud-Ouest - 7e régiment d'infanterie de marine.

## Personnalités ayant servi au régiment
- Louis Oubre (1885-1942), Compagnon de la Libération.
- René Baudry (1907-1964), Compagnon de la Libération.
- Lucien Berne (1912-1993), Compagnon de la Libération.

## Symbole

### Drapeau du régiment

Drapeau du 7e régiment d'infanterie coloniale.

Il porte dans ses plis le nom des batailles suivantes[réf. à confirmer] :
- L'Aisne 1917
- Reims 1918
- Indochine 1953-1954
- Corée (à l'avers)[8]

### Décoration

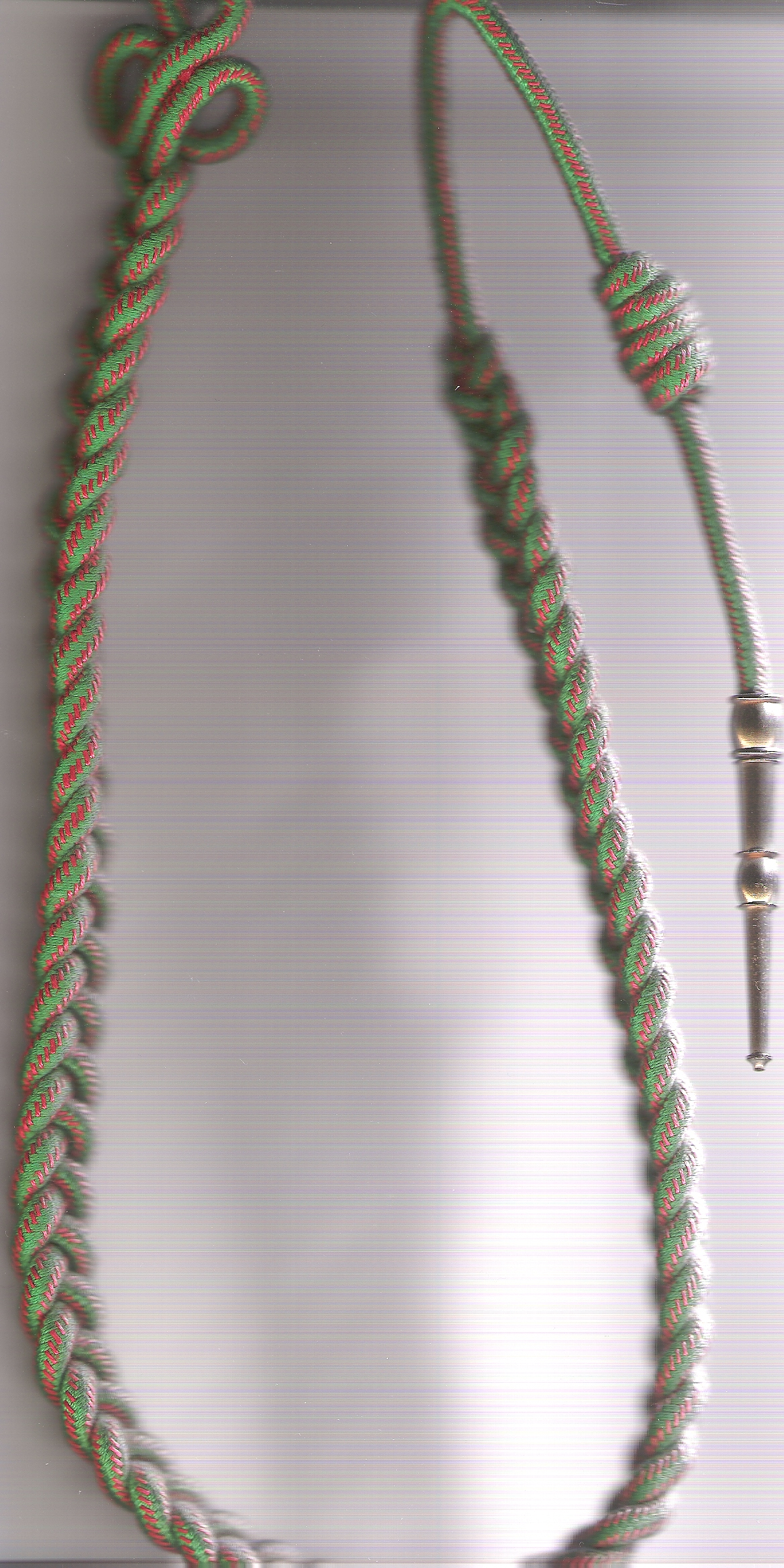
Fourragère aux couleurs du ruban de la croix de guerre 1914-1918.

Sa cravate est décorée de la Croix de guerre 1914-1918 avec trois palmes (trois citations à l'ordre de l'armée). Il a reçu la fourragère aux couleurs du ruban de la Croix de guerre 1914-1918 (le 13 août 1918). Il porte les trois flammes bleues des Distinguished Unit Cross attribuées au Bataillon de Corée :
- 4 citations à l'ordre de l'armée (Corée 1951-1953)
- 3 citation présidentielles américaines (Corée 1953)
- 2 citation présidentielles coréennes (Corée 1953)

### Traditions
La fête des troupes de marine
- Elle est célébrée à l'occasion de l'anniversaire des combats de Bazeilles. Ce village qui a été 4 fois repris et abandonné sur ordres, les 31 août et le 1er septembre 1870.

Et au Nom de Dieu, vive la coloniale
- Les Marsouins et les Bigors ont pour saint patron Dieu lui-même. Ce cri de guerre termine les cérémonies intimes qui font partie de la vie des régiments.

## Sources et bibliographie
- Erwan Bergot, La coloniale du Rif au Tchad 1925-1980, imprimé en France : décembre 1982, n° d'éditeur 7576, n° d'imprimeur 31129, sur les presses de l'imprimerie Hérissey.
- Le 7e régiment d'infanterie coloniale dans la grande guerre : 1914-1919, Bordeaux, Delmas, 146 p., lire en ligne sur Gallica.